# آنتسرسدورف آندر فیشا
آنتسرسدورف آندر فیشا (به آلمانی: Enzersdorf an der Fischa) یک منطقهٔ مسکونی در اتریش است که در ناحیه بروک آن در لیتا واقع شده‌است. آنتسرسدورف آندر فیشا ۲٬۶۶۳ نفر جمعیت دارد.